# Kallebäck

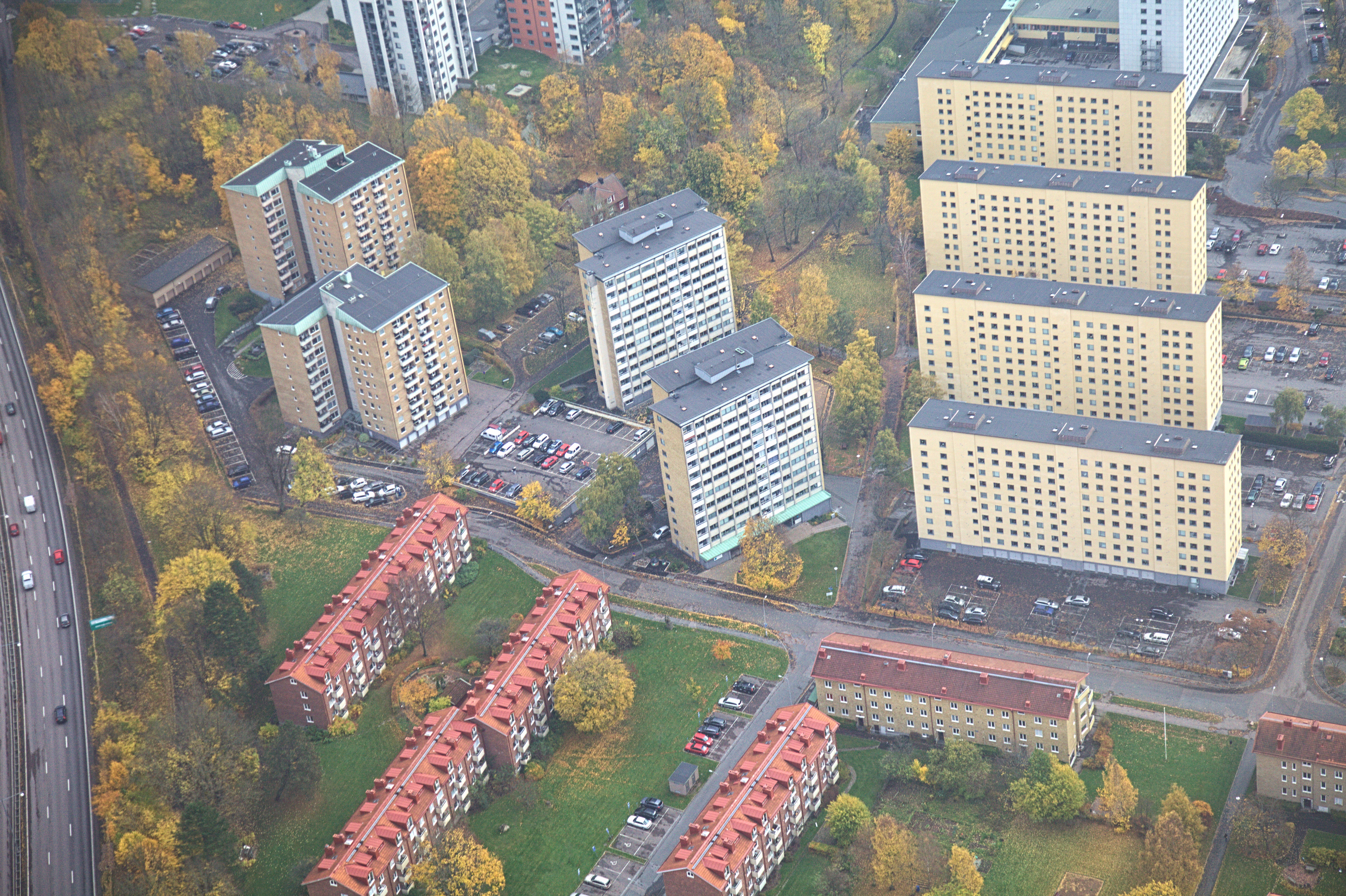
Södra Kallebäck från luften i oktober 2013.

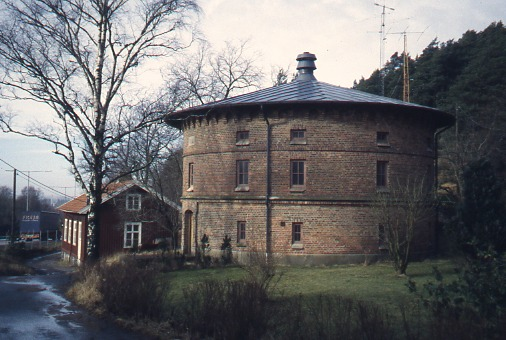
Vattentornet från 1881.

Kallebäck är en stadsdel och primärområde i stadsområde Centrum i Göteborgs kommun. Namnet Kallebäck betyder 'bäcken med kitteln,' och omnämns första gången 1496 som Kallebeck.
Stadsdelen ligger mellan riksväg 27/40 och E6/E20 i Göteborgs sydöstra utkant. Den har en areal på 264 hektar.

## Historia
Sedan de östra delarna av Örgryte socken inkorporerats i Göteborgs stad år 1922, delades den upp i stadsdelarna Bö, Torp, Skår, Kallebäck, Gårda, Lunden, Kålltorp och Sävenäs, namngivna efter gamla gårdar.
Kallebäck Nordgården var ett frälsehemman under Råda säteri och tillhörde under 1500- och 1600-talen släkten Ulfsparre. I slutet av 1600-talet ägdes det av landshövdingen och generalmajoren Malcolm Hamilton af Hageby. År 1735 avyttrade dottern Lunetta Beata Hamilton gården och den kom i Magnus Rebbas ägo, som öppnade värdshus där. År 1781 tog löjtnanten Adam Carlberg över Nordgården och under hans tid anlades en vattenledning från Kallebäcks källa in till staden. På gården inrättades ett tegelbruk, vilket hade sin främsta period under 1820-talet. Även ett garveri fanns i området. Gården revs 1950.
Kallebäcks by omfattade området från Delsjön till Mölndalsån och byn låg vid nuvarande Kallebäcks Byväg. I slutet av 1800-talet utvidgades bebyggelsen och industrier anlades vid Mölndalsån, bland annat ett färgeri och en tändsticksfabrik. År 1932 uppfördes tre landshövdingehus, men den större utbyggnaden skedde under 1950- och 1960-talen.

## Bebyggelse
Bebyggelsen i Kallebäck består huvudsakligen av hyreshus byggda på 1950- och 1960-talen. I norra delen av Kallebäck (Omvägen) är husen i huvudsak 3 våningar höga medan de i den mellersta delen mot E6/E20 (Mejerigatan) består av 10-12-våningshus. I områdets sydöstra del, längs Smörgatan, ligger ett däckshus från 1960 av arkitekt Erik Friberger. Byggnaden utgörs av betongdäck i tre plan på vilka man har placerat 18 stycken friliggande småhus. Byggnaden är unik i sitt slag och uppfördes som ett experimenthus över flexibla och prefabricerade bostadslösningar. 
Fastighetsbolaget Wallenstam förvärvade en större tomt i Kallebäck av Arla Foods hösten 2013. Området går under namnet Kallebäcks Terrasser och omfattar så väl kontorsbyggnader, skola, vårdcentral, handel samt runt 1800 nyproducerade bostäder. Under sommaren 2023 öppnade Frida-skolan sin verksamhet i området.

I Kallebäck finns också studenthemmet Ostkupan, som inhyser flera hundra rum och har 16 våningar.

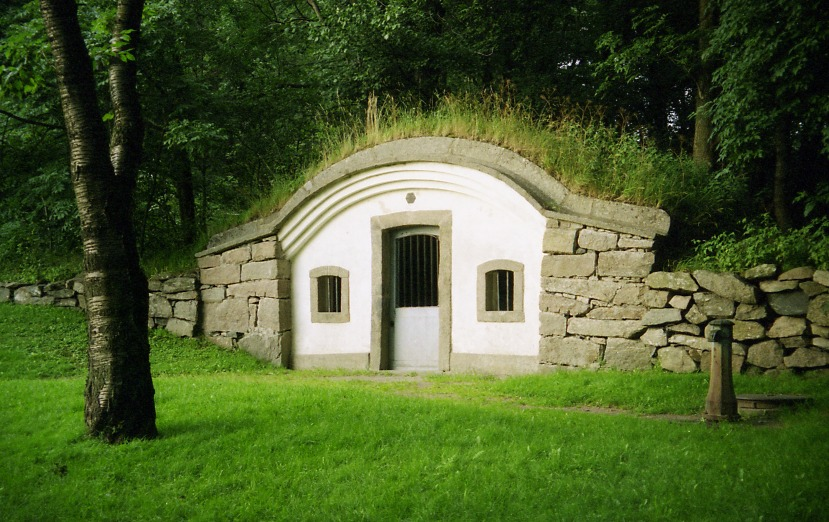
Källan i Kallebäck.

Till de äldsta byggnaderna i området hör vattentornet och Källan, båda belägna på östra sidan av Riksväg 27/40. Pumpen utanför Kallebäcks källa är dock numera kopplad till det kommunala dricksvattennätet, då bakteriehalterna i källvattnet på senare år ansetts för höga.
Kallebäcks skola är en envånings röd träbyggnad. Den omfattar ett klassrum och en lärarbostad om ett rum och kök. Skolan var i bruk åren 1885–1974. Den hade omkring 20 elever och var vid nedläggningen en av Göteborgs äldsta skolor och var den enda utan vattenklosett, varför den bedömdes som omodern. Dess kulturhistoriska värde gjorde att den bevarades vid utbyggnaden av Boråsvägen. Örgrytes första skola låg vid Underås, och när den revs användes virke från den för att uppföra Kallebäcks skola. Undervisningen i Kallebäcks skola inleddes den 1 februari 1885 och den första kullen elever bestod av 51 barn.
De två bergåsarna mellan Kallebäck och Lackarebäck heter Börjes Fjäll.

## Näringsliv
De mest välkända företagen i området är Saab Electronic Defence Systems och RUAG Aerospace. Under åren 1956 till 2015 hade Arla ett mejeri inom stadsdelen. Det senare har fått ge namn åt stadsdelens gator, vilka har namn som anknyter till den före detta verksamheten.
I en källarlokal på Omvägen i Kallebäck öppnade Per-Olof Ahl, grundare av klädkedjan Kapp-Ahl, sin första butik 1953.

## Idrott
1953 startades den första kända idrottsklubben med rötter i Kallebäck, Skårs BK. Klubben som lades ner på 1970-talet, spelade fotboll i Göteborgsserien, men stundtals också handboll och bandy, hade sitt centrum på Omvägen och Kallebäcksvägen på 50- och 60-talet. 
I början av 1960-talet bildades Kallebäcks HC, som var framgångsrika i det göteborgska ishockeyseriesystemet under några år. På klubbens hemmarink, belägen mellan "Hawaiikåkarna" och Mejerigatan, spelades många GP-puckmacher under ett par vintrar.
1984 bildades Kallebäcks BK, som deltog i det allra första seriesystemet innebandy i Göteborg. 1987 gick klubben samman med Robertshöjd BK. Kallebäck har sedan 1993 även ett fotbollslag, Kallebäcks FF, som håller till i korpens övre seriesystem.

## Personer från Kallebäck
En av de mest välkända kallebäcksborna är Johnny Ekström, fotbollsspelare ursprungligen tillhörande IFK Göteborg. Han kallades "Kallebäcksexpressen" på grund av sin extrema snabbhet på fotbollsplanen. En annan kallebäcksbo är Stefan Allbäck, som spelade fotboll i Örgrytes representationslag i många år.

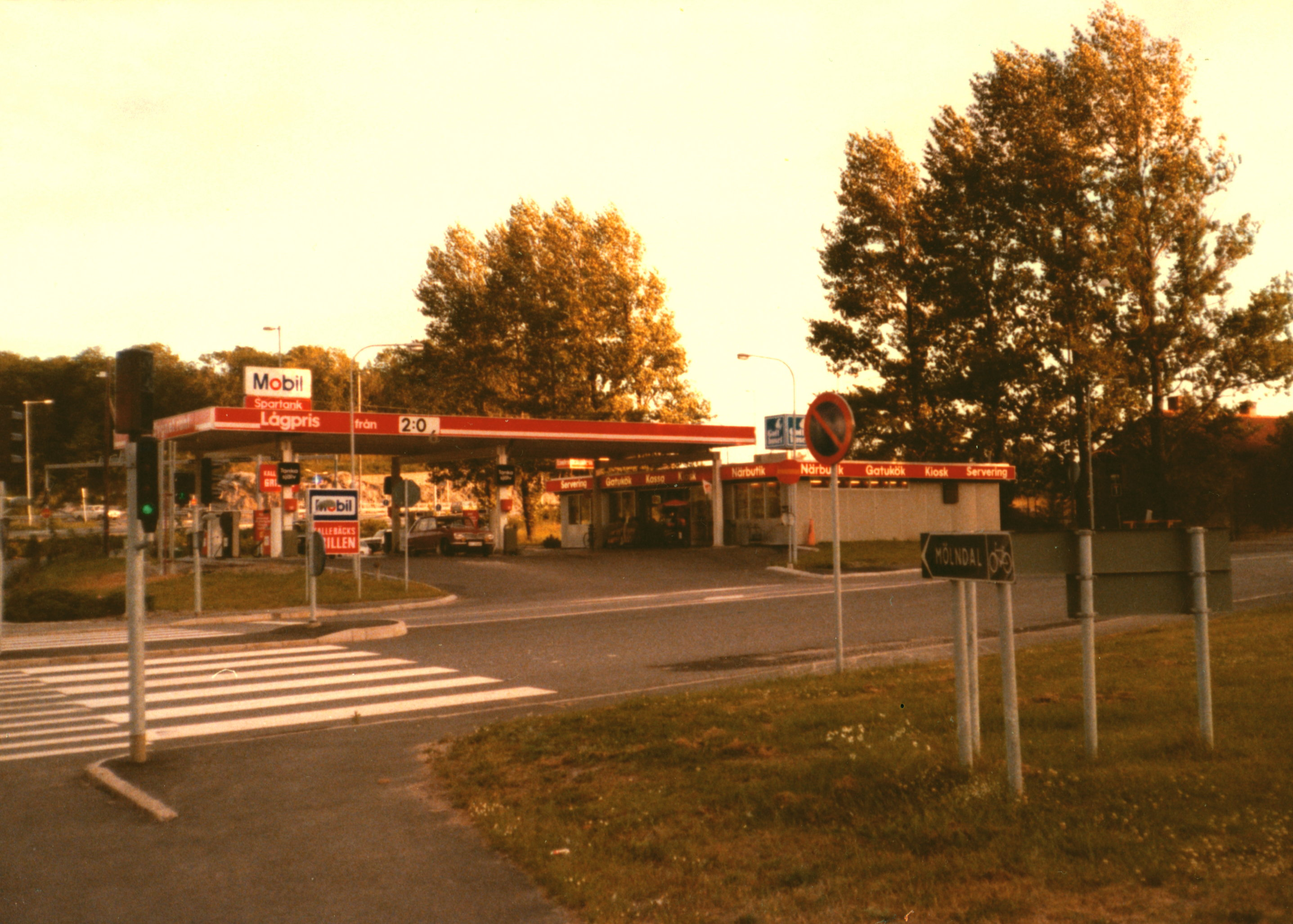
Före detta gatukök och bensinmack vid Kallebäcksbacken. Foto från 1979.

Knut Agnred från After Shave/ Galenskaparna är uppväxt i Kallebäck.[källa behövs]

## Kommunikationer
Busslinjerna 18 och 86 trafikerar stadsdelen med hållplatserna Kallebäcksvägen, Gräddgatan, Smörgatan, Smörkärnegatan och Kallebäck, vilken även utgör ändhållplats för linjerna. Riksväg 40/27 - huvudvägen till Borås - utgår från Kallebäcksbacken.

## Nyckeltal

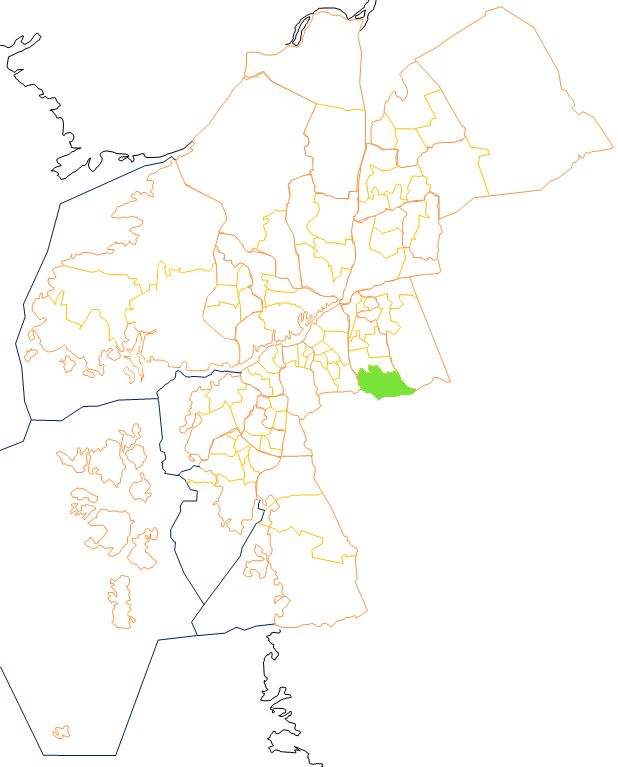
Kallebäck

Nyckeltalen redovisar statistik som beskriver Göteborg och dess 96 delområden, primärområden, per den 31 december och kan användas för att jämföra de olika områdena. Nedan redovisas uppgifter för primärområdet och jämförelse görs mot uppgifterna för hela kommunen.
|                                                           | Kallebäck  | Hela Göteborg |
| --------------------------------------------------------- | ---------- | ------------- |
| Folkmängd                                                 | 4 644      | 587 549       |
| Befolkningsförändring 2020–2021                           | +392       | +4 493        |
| Andel födda i utlandet                                    | 30,4 %     | 28,3 %        |
| Andel utrikes födda eller med två utrikes födda föräldrar | 37,5 %     | 38,1 %        |
| Medelinkomst                                              | 276 000 kr | 332 400 kr    |
| Arbetslöshet                                              | 4,7 %      | 6,6 %         |
| Antal ersatta dagar från F-kassan per person (16-64 år)   | 15,4       | 19,5          |
| Andel med eftergymnasial utbildning (minst 3 år)          | 41,5 %     | 37,9 %        |
| Andel bostäder byggda 1961–1970                           | 33,4 %     |               |
| Andel bostäder i allmännyttan                             | 13,8 %     | 25,9 %        |
| Antal färdigställda bostäder 2021                         | 326        |               |
| Andel bostäder i småhus                                   | 0,9 %      | 18,3 %        |

## Stadsområdes- och stadsdelsnämndstillhörighet
Primärområdet tillhörde fram till årsskiftet 2020/2021 stadsdelsnämndsområdet Örgryte-Härlanda och ingår sedan den 1 januari 2021 i stadsområde Centrum.

## Galleri

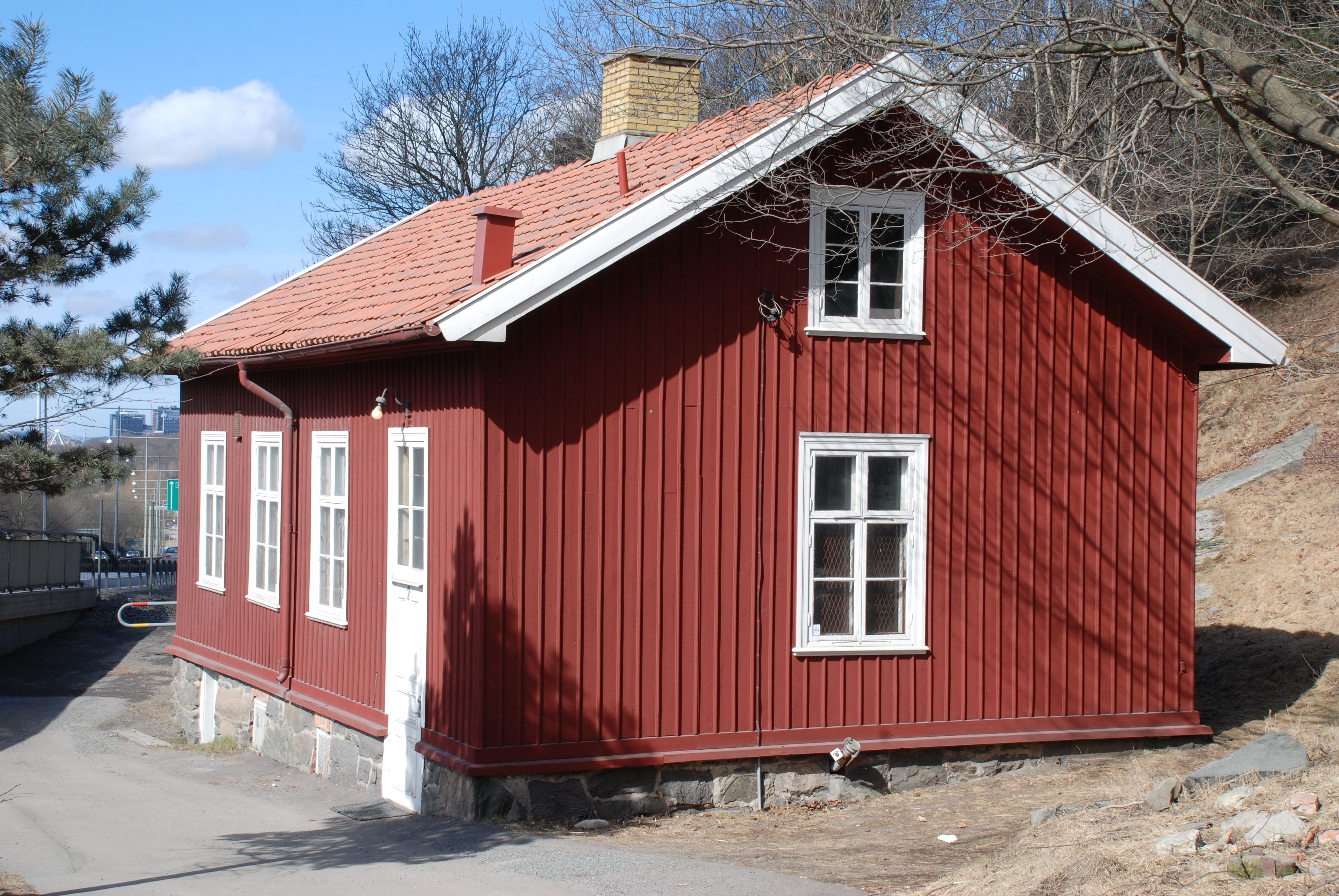
Kallebäcks skola.
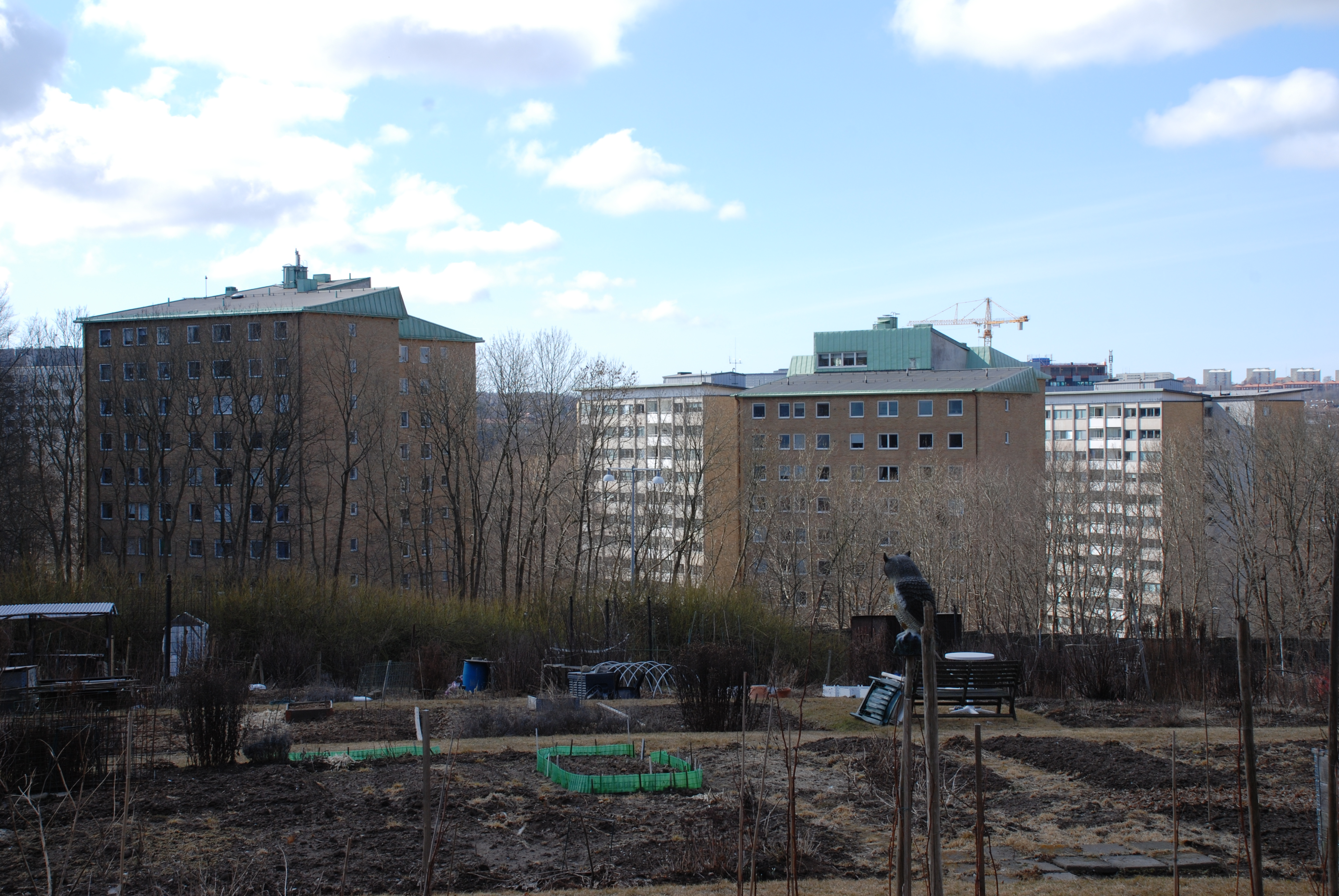
Bostadshus från 1950/1960-talet.
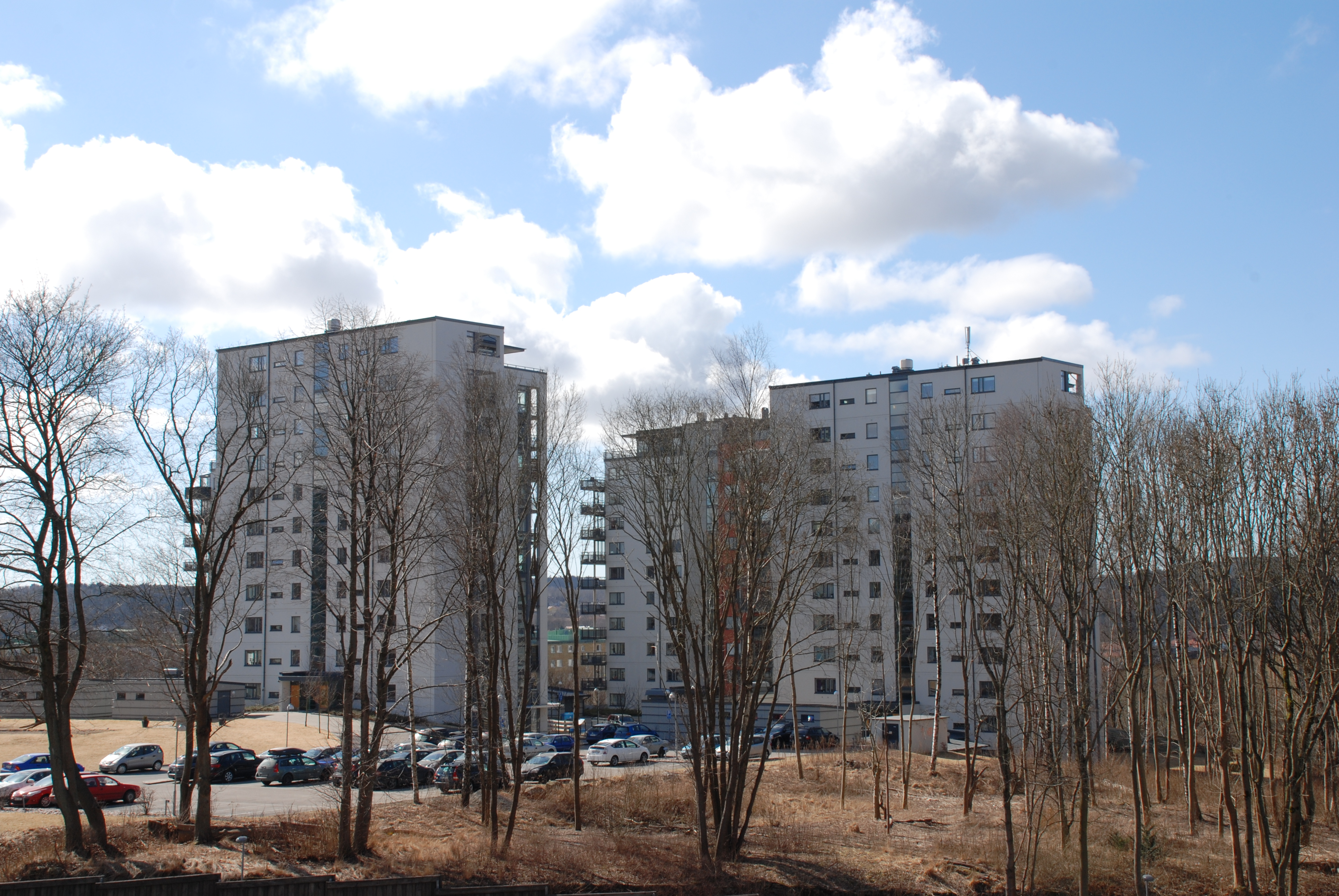
Bostadshus från 2000-talet.
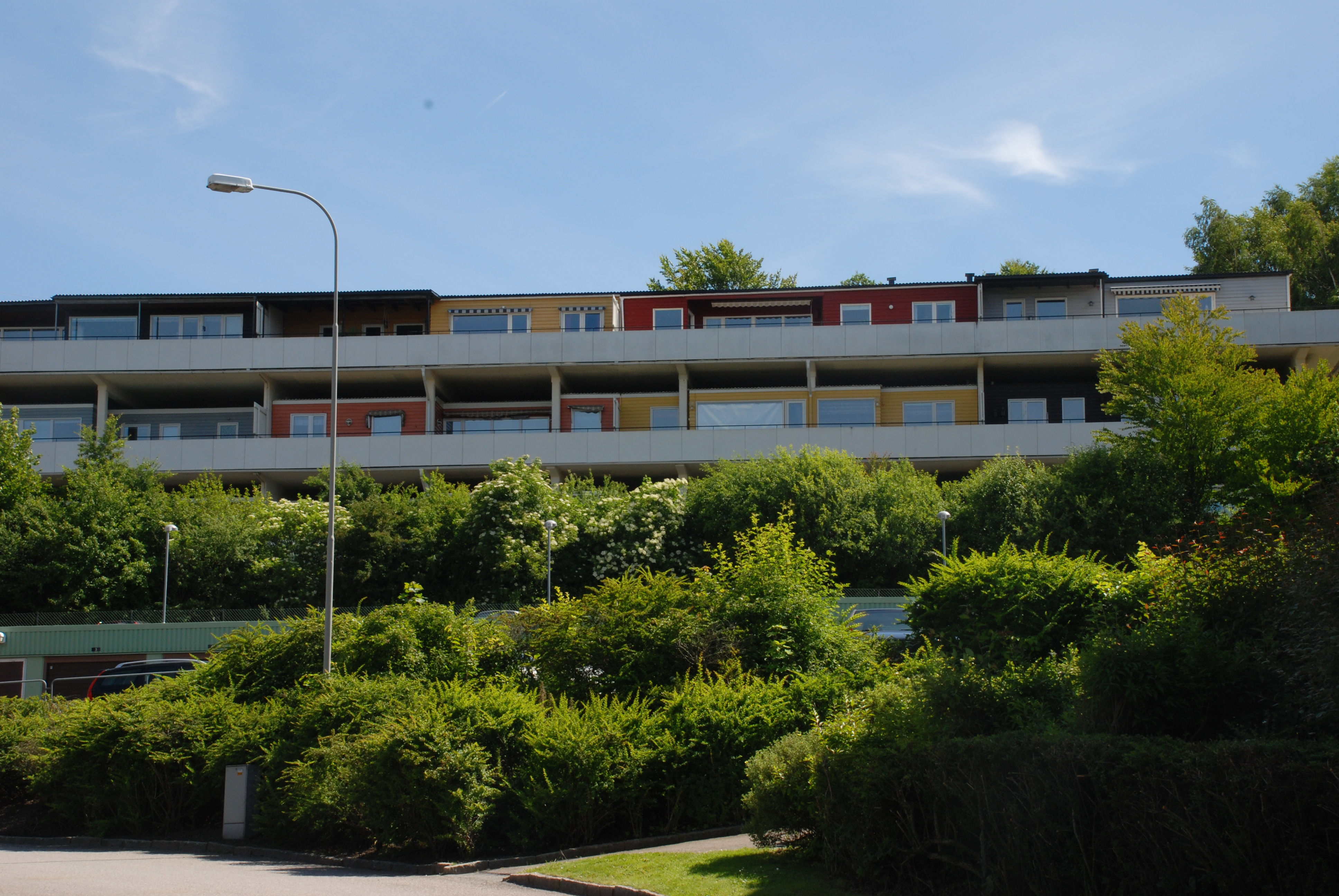
Däckshus.